# 阿奇正傳
《阿奇正傳》（英語：The Adventures of Augie March），又譯奧吉·馬奇歷險記，是美國作家索爾·貝婁（Saul Bellow）的作品，1953年出版。

## 劇情簡介
小說描述一個溫和但無目標的芝加哥青年，本人沒有什麼道德觀念，一直被環境所左右，但他對於人性卻有廣泛的興趣；故事一開始是“我是美國人，在芝加哥出生……”，結局近於瘋狂，這是一部歹徒的故事，文筆稍嫌澀滯，作者貝婁解釋說：“我信筆寫來，不依章法，愛怎麼寫就怎麼寫，是東打一拳，西踢一腳的歹徒故事。

## 榮譽
《阿奇正傳》曾獲得1954年美國國家圖書獎。

## 外部連結
- Study guide about the novel "The Adventures of Augie March" （页面存档备份，存于）